# Академия Юнивёрсал-балета
Академия Юнивёрсал-балета (англ. Universal Ballet Academy) — балетная школа в Сеуле (Южная Корея), основанная Мун Сон Мёном в 1994 году. Ассоциирована с балетной труппой «Юнивёрсал-балет». Одним из участников основания Академии был российский хореограф Олег Виноградов. 
Президентом академии является Джулия Мун, которая в 2010 году получила от Министерства культуры Республики Корея орден за заслуги в области культуры. 
Академия участвует в студенческих программах по международному обмену, её ученики участвуют в международных конкурсах, выпускники работают в балетных труппах по всему миру.